# Atsbi
Atsbi (également appelée Atsbi Endaselas) est une ville du nord de l'Éthiopie située dans la zone Misraqawi du Tigré. Elle se trouve à 13° 52′ N, 39° 44′ E et à 2 630 mètres d'altitude.